# جويل إتش روزنتال
جويل إتش روزنتال (بالإنجليزية: Joel H. Rosenthal)‏ هو عالم سياسة أمريكي، ولد في 28 أبريل 1960.